# Pfarrkirche Katzelsdorf bei Bernhardsthal

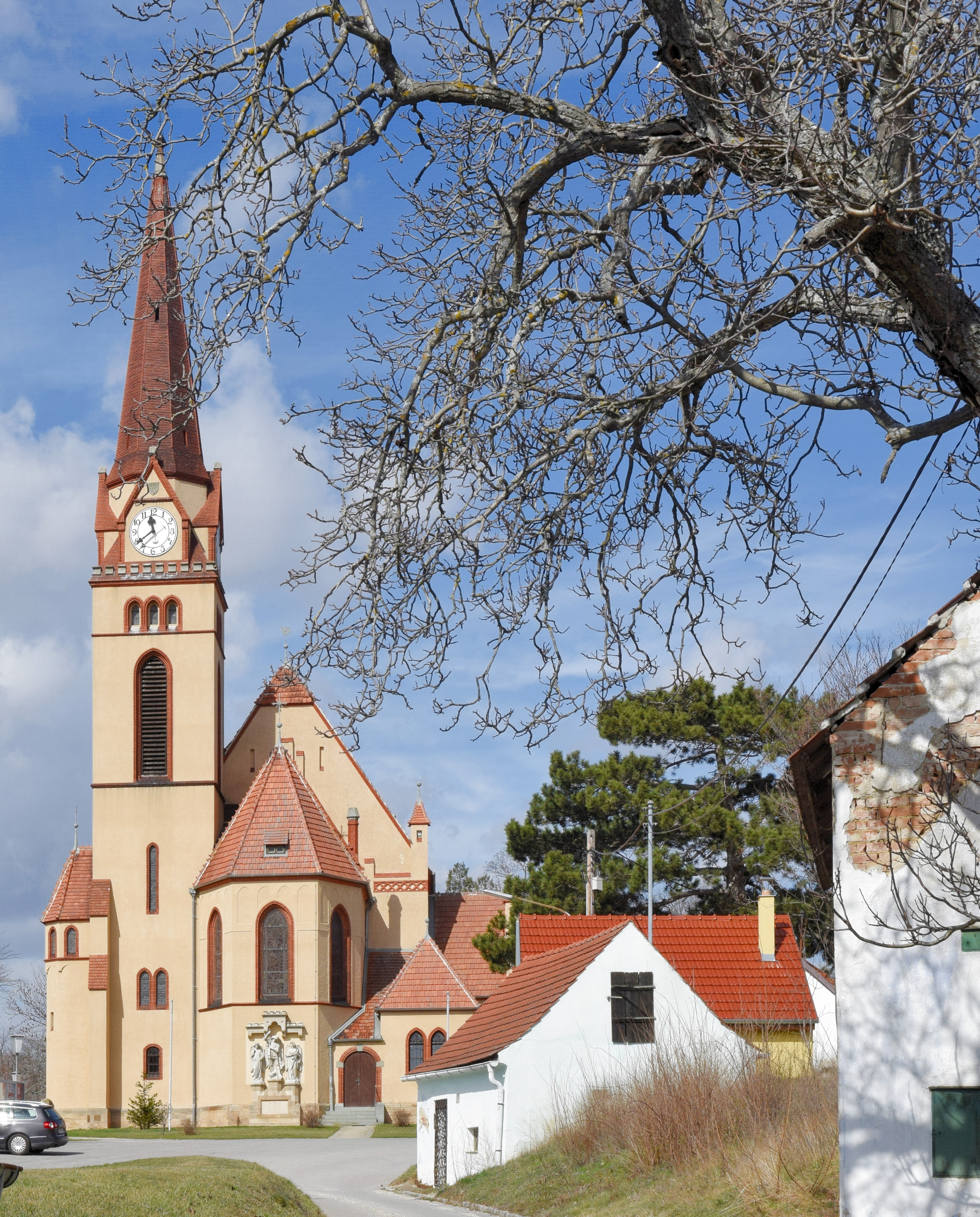
Katholische Pfarrkirche hl. Bartholomäus in Katzelsdorf bei Bernhardsthal

Die Pfarrkirche Katzelsdorf steht auf dem Kirchhügel in Katzelsdorf in der Marktgemeinde Bernhardsthal im Bezirk Mistelbach in Niederösterreich. Die dem Patrozinium hl. Bartholomäus unterstellte römisch-katholische Pfarrkirche gehört zum Dekanat Poysdorf der Erzdiözese Wien. Die Kirche steht unter Denkmalschutz (Listeneintrag).

## Geschichte
Anfänglich eine Filiale der Pfarre Feldsberg (heute Valtice in Tschechien), wurde die Kirche 1683 zur Pfarrkirche erhoben.
Der Kirchenneubau wurde von 1905 bis 1908 nach den Plänen des Architekten Carl Weinbrenner errichtet.

## Architektur
An den späthistoristischen Kirchenbau in neoromanischen und neugotischen Formen schließt im Osten – getrennt durch eine Kellergasse – ein Friedhof an. Nördlich der Kirche befindet sich Rosenkranzpark Katzelsdorf. Der Treppenaufgang vom Ort auf den Kirchhügel ist mehrläufig.
Das Kirchenäußere mit einer Backsteinfassade und überdachten Strebepfeilern und dreibahnigen Spitzbogenfenstern zeigt ein hohes Langhaus mit einem niedrigen Querschiff und einen polygonal geschlossenen Chor. Unter der Traufe verläuft ein Vierpassfries, am Querhaus und bei der Hauptfront mit Türmchenaufsätzen. Die reich gegliederte Hauptfront mit dem Hauptportal hat einen Dreieckgiebel mit Fialen und einem Rosettenfenster, darüber steht eine Christusstatue unter einem Baldachin. Der Portalvorbau hat ein Pultdach. Am quadratischen Turm im südlichen Chorwinkel steht ein angebauter runder Treppenturm, der Kirchturm hat spitzbogige Schallfenster und trägt einen Spitzhelm. Am Chor steht ein Kriegerdenkmal aus 1920.
Das Kircheninnere zeigt ein vierjochiges Langhaus und einen einjochigen Chor mit einem Dreiachtelschluss, beide unter Kreuzrippengewölben auf schmalen Wandvorlagen, die Seitenkapellen haben Tonnengewölbe. Die Orgelempore ist dreiachsig. Im Chor gibt es ein Oratorium. Die Malereien im Langhausgewölbe und im Chor sind ornamental. Die teils figuralen Glasmalereien aus 1906 zeigen im Chor die Heiligen Bartholomäus, Florian und Sebastian, das Langhaus zeigt ein christologisches Programm.

## Ausstattung
Die Einrichtung ist aus der Bauzeit. Der Hochaltar aus Stein und vergoldet mit Retabel und Schrein über dem Altartisch zeigt Reliefs mit musizierenden Engeln.
Die Orgel mit 15 Registern bauten die Gebrüder Rieger 1908.